# Дюртюлинський район
Дюртюли́нський район (рос. Дюртюлинский район, башк. Дүртөйлө районы) — адміністративна одиниця Республіки Башкортостан Російської Федерації.
Адміністративний центр — місто Дюртюлі.

## Населення
Населення району становить 60589 осіб (2019, 64426 у 2010, 62972 у 2002).

## Адміністративно-територіальний поділ
На території району 1 міське поселення та 14 сільських поселень, які називаються сільськими радами:
| Поселення                      | Площа, км² | Населення, осіб (2002) | Населення, осіб (2010) | Населення, осіб (2019) | Центр         | Населені пункти |
| ------------------------------ | ---------- | ---------------------- | ---------------------- | ---------------------- | ------------- | --------------- |
| Дюртюлинське міське поселення  | -          | 30453                  | 31725                  | 31275                  | Дюртюлі       | 2               |
| Ангасяківська сільська рада    | -          | 2197                   | 2097                   | 1864                   | Ангасяк       | 4               |
| Асяновська сільська рада       | -          | 2040                   | 1840                   | 1619                   | Асяново       | 4               |
| Ісмаїловська сільська рада     | -          | 3255                   | 3367                   | 2978                   | Ісмаїлово     | 8               |
| Куккуяновська сільська рада    | -          | 1563                   | 1586                   | 1265                   | Куккуяново    | 5               |
| Маядиківська сільська рада     | -          | 2362                   | 2348                   | 1973                   | Маядик        | 10              |
| Московська сільська рада       | -          | 2185                   | 2242                   | 2017                   | Москово       | 3               |
| Семилітівська сільська рада    | -          | 5931                   | 5787                   | 5205                   | Семилітка     | 5               |
| Старобаїшевська сільська рада  | -          | 1268                   | 1385                   | 1179                   | Старобаїшево  | 5               |
| Староянтузовська сільська рада | -          | 2216                   | 2199                   | 1969                   | Староянтузово | 10              |
| Суккуловська сільська рада     | -          | 1604                   | 1633                   | 1452                   | Суккулово     | 5               |
| Таймурзинська сільська рада    | -          | 818                    | 928                    | 833                    | Таймурзино    | 3               |
| Такарліковська сільська рада   | -          | 3628                   | 4033                   | 4263                   | Іванаєво      | 10              |
| Учпілинська сільська рада      | -          | 1998                   | 1892                   | 1581                   | Учпілі        | 11              |
| Черлаківська сільська рада     | -          | 1454                   | 1364                   | 1116                   | Черлак        | 3               |

## Найбільші населені пункти
| №  | Населений пункт | Населення, осіб (2002) | Населення, осіб (2010) |
| -- | --------------- | ---------------------- | ---------------------- |
| 1  | Дюртюлі         | 29 984                 | 31 274                 |
| 2  | Семилітка       | 4 155                  | 3 977                  |
| 3  | Ісмаїлово       | 2 006                  | 2 081                  |
| 4  | Москово         | 1 788                  | 1 879                  |
| 5  | Ангасяк         | 1 904                  | 1 850                  |
| 6  | Іванаєво        | 1 356                  | 1 584                  |
| 7  | Асяново         | 1 662                  | 1 479                  |
| 8  | Суккулово       | 794                    | 825                    |
| 9  | Куккуяново      | 682                    | 708                    |
| 10 | Юсупово         | 723                    | 668                    |